# Charles Brabin

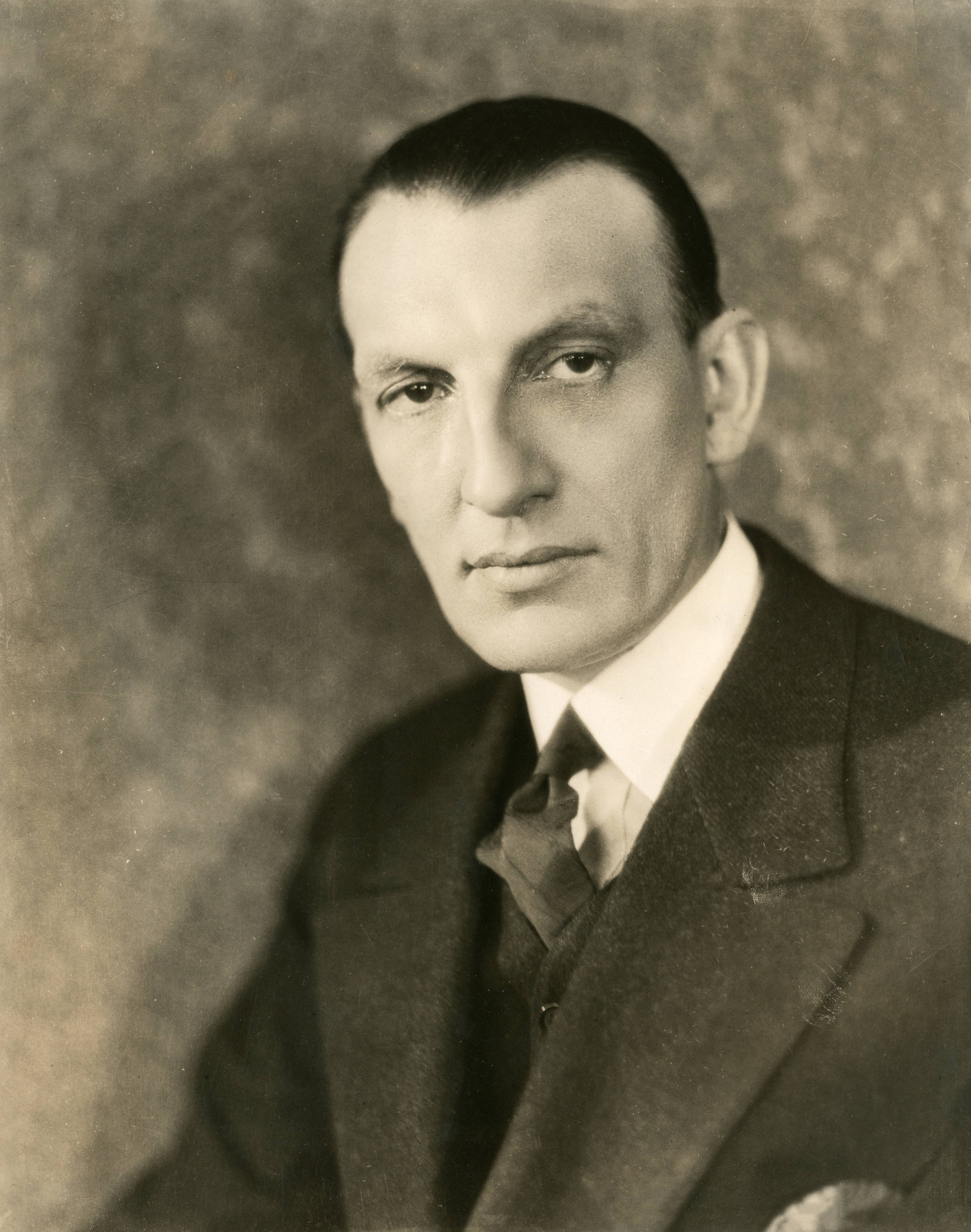
Charles Brabin (1923)

Charles J. Brabin (* 17. April 1883 in Liverpool; † 3. November 1957 in Santa Monica, Kalifornien) war ein britisch-amerikanischer Filmregisseur.

## Leben
Charles Brabin kam in die USA Anfang des 20. Jahrhunderts. Er lebte zunächst in New York City von Gelegenheitsjobs und versuchte sich als Theaterschauspieler. 1908 kam er zur Edison Manufacturing Company und übernahm zunächst Rollen als Schauspieler, später als Regisseur. In Hollywood arbeitete er unter anderem für die Metro Pictures Corporation und später für das daraus entstandene Studio MGM.
1915 verfilmte er das Edgar-Allan-Poe-Gedicht Der Rabe mit Henry B. Walthall in der Rolle als Edgar Allan Poe. Während der Dreharbeiten zu Ben Hur löste Brabin 1924 kurzfristig Rex Ingram auf dem Regiestuhl ab, wurde jedoch selber später durch Fred Niblo ausgetauscht. 1929 drehte er The Bridge of San Louis Rey nach Thornton Wilders gleichnamigen Roman mit Lili Damita in der Hauptrolle. Zu seinen späteren Arbeiten gehörten Vollblut, ein früher Film von Clark Gable sowie der Gangsterfilm The Beast of the City mit Jean Harlow, beide von 1931 sowie A Wicked Women, in dem Mady Christians 1934 ihr US-Leinwanddebüt gab. Im selben Jahr zog sich Brabin ins Privatleben zurück.
1932 führte Brabin zunächst Regie bei Rasputin: Der Dämon Rußlands mit den drei Geschwistern John Barrymore, Ethel Barrymore und Lionel Barrymore, wurde jedoch rasch nach Drehbeginn durch Richard Boleslawski ersetzt.
Seine Ehe mit Theda Bara dauerte von 1921 bis zu ihrem Tod 1955.

## Filmografie (Auswahl)
- 1911: The Awakening of John Bond
- 1913: The Princess and the Man
- 1914: The Man in the Street
- 1923: Sechs bange Tage (Six Days)
- 1924: Ihr Junge (So Big)
- 1925: Ben Hur (einzelne Szenen, keine Nennung im Credit)
- 1926: Eheketten (Mismates)
- 1926: Twinkletoes
- 1927: Kampf im Tal der Riesen (The Valley of the Giants)
- 1928: Lockruf des Goldes (Burning Daylight)
- 1929: The Ship from Shanghai
- 1929: Die Brücke von San Luis Rey (The Bridge of San Luis Rey)
- 1930: Der Sänger von Sevilla (Call of the Flesh)
- 1931: Vollblut (Sporting Blood)
- 1931: The Great Meadow
- 1932: The Beast of the City
- 1932: Die Maske des Fu-Manchu (The Mask of Fu Manchu)
- 1932: Rasputin: Der Dämon Rußlands (Rasputin and the Empress) (keine Nennung im Credit)
- 1933: Das Geheimnis der Madame Blanche (The Secret of Madame Blanche)
- 1934: A Wicked Woman